# العلاقات الغواتيمالية القبرصية
العلاقات الغواتيمالية القبرصية هي العلاقات الثنائية التي تجمع بين غواتيمالا وقبرص.

## مقارنة بين البلدين
هذه مقارنة عامة ومرجعية للدولتين:
| وجه المقارنة                                              | غواتيمالا       | قبرص                                                                 |
| --------------------------------------------------------- | --------------- | -------------------------------------------------------------------- |
| المساحة (كم2)                                             | 108.89 ألف      | 9.24 ألف                                                             |
| عدد السكان (نسمة)                                         | 17.26 مليون     | 1.14 مليون                                                           |
| الكثافة السكانية (ن./كم²)                                 | 158.51          | 123.38                                                               |
| العاصمة                                                   | غواتيمالا       | نيقوسيا                                                              |
| اللغة الرسمية                                             | اللغة الإسبانية | اليونانية الحديثة، اللغة التركية، لغة يونانية                        |
| العملة                                                    | كتزال غواتيمالي | يورو، جنيه قبرصي                                                     |
| الناتج المحلي الإجمالي (بليون دولار)                      | 75.62 مليار     | 21.65 مليار                                                          |
| الناتج المحلي الإجمالي (تعادل القوة الشرائية) بليون دولار | 126.21 مليار    | 26.73 مليار                                                          |
| الناتج المحلي الإجمالي الاسمي للفرد دولار أمريكي          | 3.90 ألف        | 23.24 ألف                                                            |
| الناتج المحلي الإجمالي للفرد دولار أمريكي                 | 7.45 ألف        | 30.24 ألف                                                            |
| مؤشر التنمية البشرية                                      | 0.627           | 0.850                                                                |
| رمز المكالمات الدولي                                      | +502            | +357                                                                 |
| رمز الإنترنت                                              | .gt             | .cy                                                                  |
| المنطقة الزمنية                                           | 00              | ت ع م+02:00، ت ع م+03:00، توقيت شرق أوروبا، توقيت شرق أوروبا الصيفي ‏ |

## منظمات دولية مشتركة
يشترك البلدان في عضوية مجموعة من المنظمات الدولية، منها:
| علم المنظمة | اسم المنظمة                               | تاريخ انضمام غواتيمالا | تاريخ انضمام قبرص |
| ----------- | ----------------------------------------- | ---------------------- | ----------------- |
|             | مؤسسة التنمية الدولية                     | 27 أبريل 1961          | 2 مارس 1962       |
|             | المنظمة الهيدروغرافية الدولية             | ?                      | ?                 |
|             | مؤسسة التمويل الدولية                     | 20 يوليو 1956          | 2 مارس 1962       |
|             | منظمة حظر الأسلحة الكيميائية              | ?                      | ?                 |
|             | يونسكو                                    | 2 يناير 1950           | 6 فبراير 1961     |
|             | الأمم المتحدة                             | 21 نوفمبر 1945         | 20 سبتمبر 1960    |
|             | الاتحاد الدولي للاتصالات                  | 10 يوليو 1914          | 24 أبريل 1961     |
|             | منظمة الشرطة الجنائية الدولية             | ?                      | ?                 |
|             | البنك الدولي للإنشاء والتعمير             | 28 ديسمبر 1945         | 21 ديسمبر 1961    |
|             | الاتحاد البريدي العالمي                   | ?                      | ?                 |
|             | المركز الدولي لتسوية المنازعات الاستشارية | 20 فبراير 2003         | 25 ديسمبر 1966    |
|             | وكالة ضمان الاستثمار متعدد الأطراف        | 11 يوليو 1996          | 12 أبريل 1988     |
|             | منظمة التجارة العالمية                    | ?                      | ?                 |

## وصلات خارجية
- موقع وزارة الخارجية الغواتيمالية
- موقع وزارة الخارجية القبرصية